# Гелиотроп (минерал)
Гелиотро́п, кровавая яшма, также известный как кровавый камень — минерал группы кварца, непрозрачная тёмно-зелёная разновидность скрытокристаллического кремнезёма, по большей части плотного тонкозернистого кварца, иногда с примесью халцедона, оксидов и гидроксидов железа и других второстепенных минералов, с ярко-красными пятнами и полосами.
Иногда гелиотропом называют также разновидности халцедона, агата или любой другой кремнистой породы, содержащей красные вкрапления на зелёном фоне основной массы.
Название переводится с древнегреческого как «поворачивающийся вместе с солнцем» (назывался так ещё в сочинениях Плиния; I век н. э.).
Кровавой яшмой минерал называют в ювелирной торговле за его цвет. На самом деле яшмой он не является. В англоязычных странах гелиотроп часто называют «кровавым камнем» (англ. bloodstone; не путать с кровавиком).
В Западной Европе раньше иногда назывался «стефановым камнем» (камнем святого Стефана). В некоторых исторических источниках называется «восточной яшмой» или «немецкой яшмой».

## Свойства
Окраска неустойчива на свету. Нековкий. В соляной кислоте не растворяется. Иризация, плеохроизм, магнитные свойства отсутствуют. Иногда пятна в камне имеют не красный, а жёлтый цвет. Такая разновидность называется плазмой.
По физико-химическим свойствам схож с хризопразом.

## Месторождения
Месторождения имеются в Индии, Австралии, Бразилии, России (Урал), США (Калифорния, Вайоминг), Египте, Китае, Узбекистане (Бухара).

## Применение
Ценный ювелирно-поделочный камень. Огранённые в виде таблиц или кабошонов вставки из гелиотропа используют в мужских перстнях. Применяется также при изготовлении камей. В Средние века камню придавали мистические свойства, связывая красные пятна в нём с кровью Иисуса Христа, использовали в церковной утвари и при украшении облачений священников. 
В христианской традиции гелиотроп был посвящён святому Стефану. Высоко ценится коллекционерами.